# FN-Veteranerna Kongo
FN-Veteranerna Kongo är en kamratförening för svenska FN-veteraner som tjänstgjort i Kongo-Léopoldville. Föreningen ingår i Sveriges veteranförbund. Man organiserar både veteraner från FN:s fredsbevarande styrkor i Kongo (ONUC), FN:s insats under Kongokrisen 1960–64 och FN:s fredsbevarande styrkor i Kongo-Kinshasa (MONUC) där svenskar deltog under 2003–2004.[källa behövs] Föreningen bildades 1980.
Föreningen arbetar med att stödja veteranerna och bevaka deras intressen, samt att samla in medel för humanitära ändamål i Kongo. Genom sin hjälpfond har föreningen bland annat stött Panzisjukhuset i Bukavu med flera donationer. Föreningen stödjer även verksamheten vid Fredsmuseet på Uppsala slott, Dag Hammarskjöds Backåkra samt Dag Hammarskjöldfonden.